# Болгарский кризис

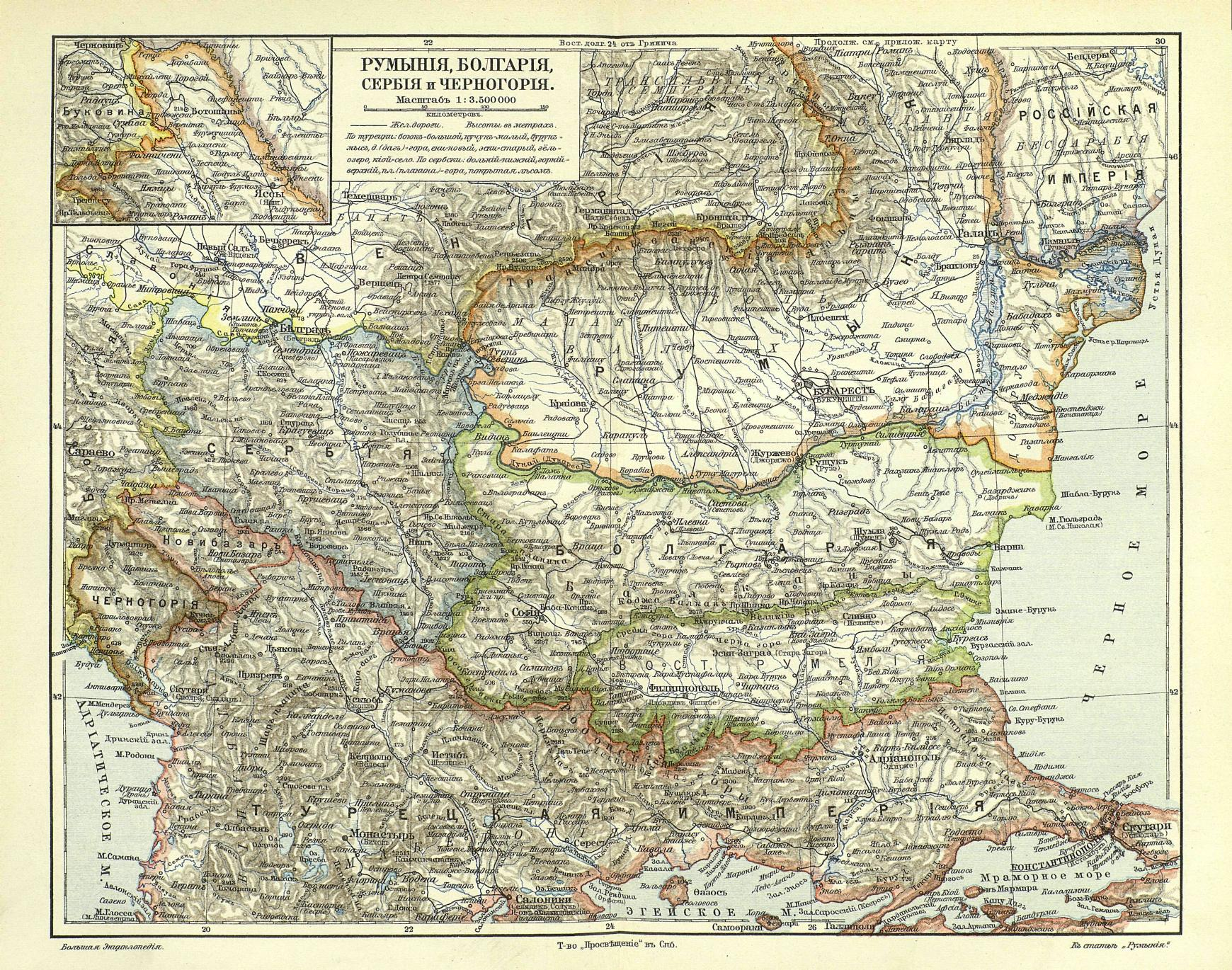
Границы по итогам Берлинского Конгресса 1878 года

Болгарский кризис 1885—1888 годов — политический кризис, связанный с международным положением болгарского государства и соперничеством великих держав за влияние в Болгарии.

## Предпосылки
В основе Болгарского кризиса лежала нерешённость Берлинским конгрессом 1878 года проблемы единства болгарских земель, в результате чего часть территорий Болгарии оставалась в составе Османской империи (Восточная Румелия). Турецкое правительство не выполняло условий Берлинского трактата в отношении Восточной Румелии. Султан сузил права местной администрации, население было фактически лишено свободы слова, печати, петиций. По инициативе Абдул-Хамида II болгарам было запрещено по своему усмотрению решать таможенные дела. На просьбы генерал-губернатора, обращённые к султану по восстановлению административных постановлений, ему было заявлено, что он является всего лишь представителем султана в Восточной Румелии и обязан выполнять предписания Порты. Курс Турции на изоляцию Восточной Румелии поддерживался Великобританией и Австро-Венгрией; Россия противодействовала её османизации и добивалась фактической автономии провинции и установления там государственно-правового режима, близкого к болгарскому.

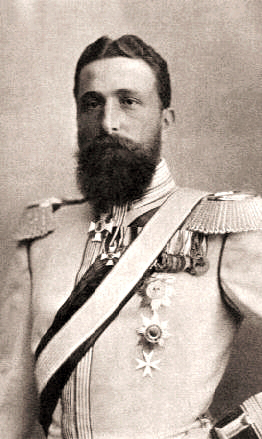
Александр I Болгарский

В Южной и Северной Болгарии все слои населения стремились к объединению. Это народное движение на завершающем этапе поддерживал и болгарский князь Александр Баттенберг. Он совершал поездки по княжеству, агитируя за объединение обеих частей Болгарии в единое государство. В Петербурге были плохо осведомлены о положении в Болгарии, считая движение за объединение личной инициативой князя. Русское правительство и его представители в Болгарии поддерживали политику генерал-губернатора Восточной Румелии Гавриила Крестовича, пытавшегося установить лояльные отношения с Турцией, в надежде таким путём добиться расширения автономии провинции. В то же время примирительная политика Крестовича подвергалась критике со стороны премьер-министра Болгарии П. Каравелова и одного из лидеров объединительного движения З. Стоянова. Позиция Стоянова и Каравелова поддерживалась князем Александром и западноевропейскими правительствами, поскольку она косвенно была направлена и против России.

## Сентябрьское восстание и объединение Болгарии
В результате народного восстания в Восточной Румелии 8 сентября 1885 года в Филиппополе (Пловдив) было провозглашено её объединение с Болгарией. Проавстрийская политика князя Александра и нежелание России идти на конфронтацию с Турцией определили двойственность позиции российской дипломатии: 11 сентября российским военным советникам было предписано не принимать участия в восстании, но одновременно Турции предлагалось не вводить войска в Восточную Румелию и обсудить проблему на международной конференции. Позиция России была поддержана Францией и Великобританией. Австро-Венгрия и Германия поддержали Турцию. Австро-Венгерская империя особенно волновалась по этому поводу, так как усиление Болгарии угрожало австрийскому влиянию на Балканах. Австро-Венгрия подстрекала Сербию вступить в войну с ещё неокрепшим княжеством Болгарией, обещая Сербии территориальные приобретения в Западных Балканах. 14 ноября 1885 года Сербия объявила войну Болгарии, но уже 18-20 ноября потерпела поражение. Россия с помощью Австро-Венгрии содействовала перемирию между воюющими сторонами и подписанию 3 марта 1886 года мира в Бухаресте.

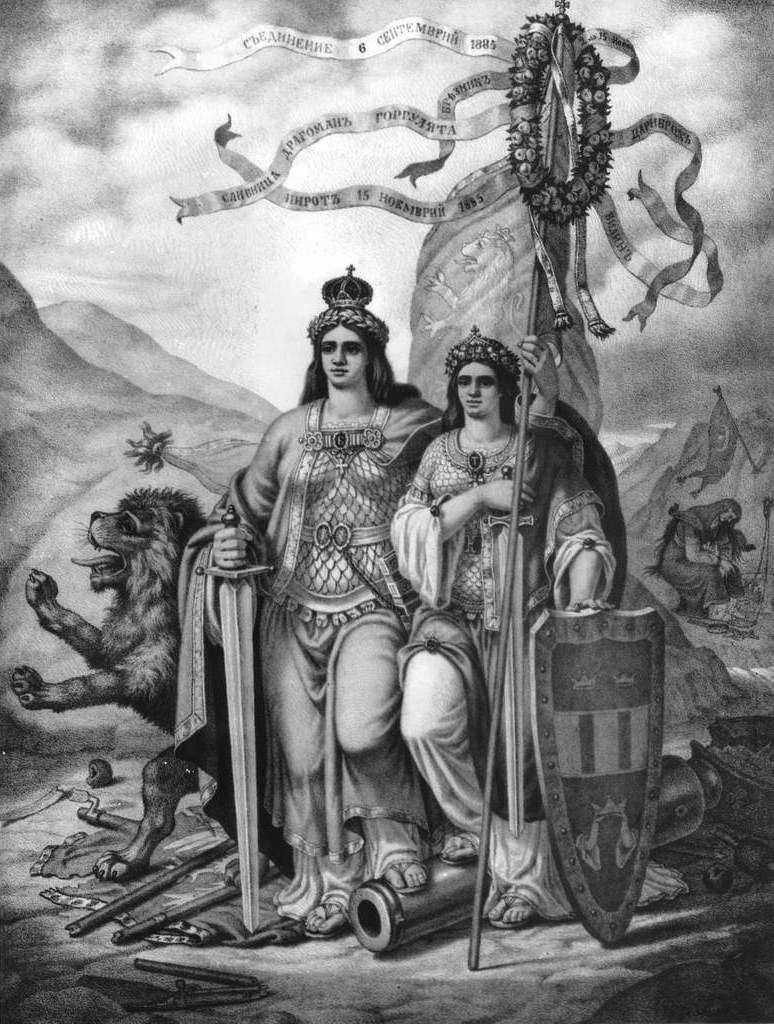
Объединённая Болгария. Литография Николая Павловича

19 января 1886 года было заключено соглашение между Турцией и Болгарией, по которому князь Александр был назначен генерал-губернатором Восточной Румелии сроком на 5 лет. Обе стороны обязывались договариваться о совместных действиях в случае «покушения извне на их территорию». В результате этого соглашения Болгария выходила из-под контроля России и становилась союзницей Порты. Министр иностранных дел России Н. К. Гирс писал, что «это соглашение Болгарии и Турции было направлено против интересов России». Тем не менее российское правительство, чтобы не накалять обстановку, пошло на его признание.

## Пророссийский переворот. Отречение Александра
21 августа 1886 года в результате заговора прорусски настроенных офицеров софийского гарнизона во главе с майором Груевым и присоединившегося к ним Струмского пехотного полка князь Александр Баттенберг был арестован и, подписав отречение, покинул Болгарию. В Болгарии создавалось правительство во главе с митрополитом Климентом, куда вошёл лидер русофилов Д. Цанков. Противники переворота, руководимые С. Стамболовым, развернули активную деятельность, направленную против сторонников России, за восстановление власти Баттенберга. После контрпереворота Стамболов пригласил князя вернуться обратно в Болгарию. 17 августа, высадившись в Рущуке, Баттенберг отправил телеграмму русскому императору Александру III, в которой заявлял, что, получив от России княжеский венец, он по первому её требованию готов возвратить его. В полученном 20 августа ответе русского государя содержалось порицание его возвращению в Болгарию. По приезде в Софию Александр вторично отрекся от звания болгарского князя и в прощальном воззвании к болгарскому народу от 27 августа (8 сентября) 1886 года объявил, что отъезд его из Болгарии облегчит восстановление добрых отношений с Россией. Перед отъездом князь назначил регентами Петко Каравелова, Стефана Стамболова и Саву Муткурова и новое правительство из радикалов во главе с Василом Радославовым.

## Миссия Каульбарса

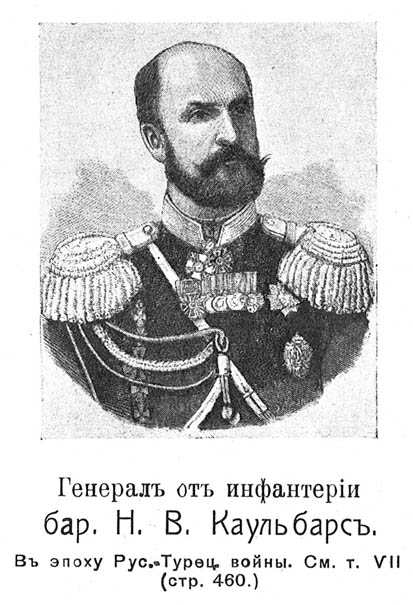
Генерал Н. В. Каульбарс

После обращения народного собрания Болгарии к императору Александру III с просьбой взять болгарский народ под защиту в Болгарию в сентябре 1886 года со специальной миссией был направлен генерал Н. В. Каульбарс, брат бывшего военного министра Болгарии. Полковник и барон Николай Васильевич прибыл в страну в качестве представителя русского правительства после отречения от болгарского трона князя Александра Баттенбергского (1857—1893). В Болгарии было учреждено так называемое регентство, состоявшее из антирусски и прогермански настроенных государственных деятелей типа премьер-министра Стефана Стамболова (Стамбулова) (1854—1895), но последнее время предпринявшее робкие шаги по сближению с Россией. Отношения с Болгарией можно было ещё спасти, но всё испортил «решительный» Каульбарс. Слепо следуя инструкциям Александра III и игнорируя все указания министра Гирса, он стал бесцеремонно вмешиваться во внутренние дела страны и повёл себя по отношению к болгарам так грубо и бесцеремонно, что вызвал раздражение даже пророссийских кругов. Тем не менее, «чем больше он делал глупостей по собственной инициативе, тем больше его ценил и одобрял государь», — читаем мы в дневнике Ламсдорфа. Через два месяца Каульбарс был вынужден бежать из Болгарии, отдав приказ покинуть страну всем военным и дипломатам. Болгария на многие годы осталась без русского влияния и постепенно сползла к антирусскому союзу с Австро-Венгрией и Германией.
Каульбарс выставил три условия урегулирования: отсрочка Великого народного собрания (созывавшегося для выборов нового князя), отмена осадного положения и освобождение лиц, замешанных в заговоре 21 августа. Регенты удовлетворили требования (кроме отсрочки Собрания). 29 сентября Каульбарс в циркуляре российским консулам, обращаясь к болгарскому народу, призвал к сближению с Россией и одновременно в ноте МИДу Болгарии объявил предстоящие выборы незаконными. В ходе избирательной кампании барон Каульбарс выступал в различных районах Болгарии с осуждением действий болгарского правительства. После оскорбления в день выборов здания российского агентства и российского флага Каульбарс в ультиматуме потребовал прекращения поощряемых правительством антироссийских выступлений. После уклончивого ответа болгарского правительства Каульбарс заявил, что при первом же насилии в отношении российских подданных дипломатические отношения будут прерваны.
Великое народное собрание 10 ноября избрало на престол принца Вальдемара Датского (шурина императора Александра III), но он отказался от избрания. 5 ноября в Филиппополе подвергся нападению служащий российского генерального консульства. 8 ноября Каульбарс вместе с персоналом агентства покинул страну, заявив в ноте, что российское правительство не находит возможным поддерживать сношения с болгарским правительством, как с утратившим доверие России. Дипломатические отношения между Россией и Болгарией были прерваны. В правящих кругах Болгарии укрепилась австро-германская ориентация.

## Окончание кризиса
Ухудшением русско-болгарских отношений воспользовались другие европейские державы. Англия предложила восстановить Баттенберга на болгарском престоле. Однако Россия отвергла это предложение. Опасаясь нового конфликта, Баттенберг был вынужден в апреле 1887 года окончательно отречься от престола. 25 июня (7 июля) 1887 года Великое народное собрание избрало князем принца Фердинанда Саксен-Кобург-Готского, ставленника Австро-Венгрии.

## Последствия кризиса
Болгарский кризис резко обострил русско-австрийские и русско-германские отношения. Германия, по существу, не поддержала Россию в болгарском вопросе, хотя на словах Бисмарк в беседах с П. А. Шуваловым «высоко оценивал мудрость суверена (Александра III) в болгарском вопросе». Кризис показал действенность австро-германского договора 1879 года и его антирусскую направленность. Австро-русско-германский союз был серьёзно скомпрометирован. Российское правительство в 1887 году, по истечении срока действия Союза трёх императоров, предложило Германии заключить двустороннее соглашение, что и было воплощено в договоре перестраховки без австрийского участия.
События в Болгарии обострили внутриправительственную борьбу в России по вопросу о внешнеполитической ориентации. Газета «Московские ведомости» ещё до истечения срока действия соглашения с Австро-Венгрией и Германией писала о враждебной России австрийской политике и предлагала «не связывать себя больше оковами Тройственного союза, сохранить добрые отношения с Францией». Н. К. Гирс, долго веривший в прочность Союза трёх императоров, в 1887 году был вынужден признать германо-австрийское единство враждебным России и оценить справедливость замечаний российской печати о необходимости сближения с Францией. Таким образом, ухудшение русско-австрийских и русско-германских отношений в связи с болгарским кризисом ускорило складывание русско-французского союза.